# توكل أباد اميد (مشيز بردسير)
توكل أباد اميد (بالفارسية: توکل‌آباد امید) هي قرية تقع في إيران في البلدة المركزية. يقدر عدد سكانها بـ 30 نسمة .